# Иван I (надбискуп)
Иван I је био надбискуп у Бару, у периоду од 1199. до 1247. године. Надбискупски плашт је добио од папе Иноћентија Трећег. Двије папине посланице упућене овом надбискупу, сачуване су до данас. У вријеме понтификата Ивана I, управник Дукље у Краљевини Србији је био Вукан Немањић (краљ Дукље и Далмације).

## Барани и дубровачки надбискуп
Дубравачки надбискуп Леонардо је имао намјеру угасити барску надбискупију. У ту сврху је и дошао пред Бар, за вријеме надбискупа Ивана I, ради обиласка „своје“ митрополије. Међутим, барска паства га дочекује каменицама и не даје му да приступи у град.